# يوهان أندرياس موراي
يوهان أندرياس موراي (1740-1791) (بالإنجليزية: Johan Andreas Murray)‏ هو عالم نبات سويدي.
سمي جنس الحمضيات المورايا Murraya تكريماً ليوهان اندرياس موراي.